# Ectoedemia leptognathos
Ectoedemia leptognathos là một loài bướm đêm thuộc họ Nepticulidae. Nó được miêu tả bởi Puplesis và Diskus năm 1996. Nó được tìm thấy ở Turkmenistan.